# Riot (canción)
«Riot» —en español: «disturbio»— es el cuarto sencillo del álbum One-X de la banda de metal alternativo Three Days Grace. Esta canción se trata de protestar contra las cosas negativas en la vida, y fue inspirado por la ira del vocalista Adam Gontier, cuando él estaba en rehabilitación por su adicción al OxyContin. La canción también fue presentada en el videojuego WWE SmackDown vs. Raw 2007 en una versión editada.
La canción también contiene la palabra "fuck" así que durante la transmisión de radio, la línea "If you feel so filthy, so dirty, so fucked up" (Si te sientes tan inmundo, tan sucio, tan jodido), "jodido" (fuck up) se sustituye por "arruinado" (messed up), y en el videojuego WWE SmackDown vs. Raw 2007, la palabra "fuck" en la misma línea que el anterior, se modificó de modo que suena algo así como "if you feel so filthy, so dirty, so huffed up" (si te sientes tan sucio, tan sucio, tan enrabiado).
El sencillo llegó al número 65 en Canadá.

## Posicionamiento en listas y certificaciones

### Posiciones
| Lista (2007)                            | Mejor posición |
| --------------------------------------- | -------------- |
| Canadá (Hot 100)                        | 65             |
| Estados Unidos (Alternative Songs)      | 21             |
| Estados Unidos (Mainstream Rock Tracks) | 12             |

### Certificaciones
| País           | Organismo certificador | Certificación | Ventas certificadas | Ref.  |
| -------------- | ---------------------- | ------------- | ------------------- | ----- |
| Canadá         | Music Canada           | Platino       | 80 000              | [ 3 ] |
| Estados Unidos | RIAA                   | Platino       | 1 000               | [ 4 ] |